# Memecylon argenteum
Memecylon argenteum är en tvåhjärtbladig växtart som beskrevs av Kåre Bremer. Memecylon argenteum ingår i släktet Memecylon och familjen Melastomataceae. Inga underarter finns listade i Catalogue of Life.